# Aasiak-97 Aasiaat
Aasiak-97 Aasiaat ist ein grönländischer Fußballverein aus Aasiaat.

## Geschichte
Aasiak-97 Aasiaat wurde 1997 gegründet und ist somit einer der jüngsten Vereine Grönlands. Der Vereinsname bedeutet übersetzt „Spinne“ und ist eine Anspielung auf die (volksetymologische) Deutung des Stadtnamens.
Aasiak-97 ist nur ein einziges Mal als Teilnehmer der Grönländischen Fußballmeisterschaft überliefert. 2005 konnte sich der Verein für die Schlussrunde qualifizieren. Dabei erreichte der Verein den sechsten Platz.

## Platzierungen bei der Meisterschaft
- 1997: nicht teilgenommen
- 1998: unbekannt
- 1999: nicht teilgenommen
- 2000: nicht teilgenommen
- 2001: nicht teilgenommen
- 2002: nicht teilgenommen
- 2003: nicht teilgenommen
- 2004: unbekannt
- 2005: Platz 6 (von 8)
- 2006: unbekannt
- 2007: unbekannt
- 2008: unbekannt
- 2009: nicht teilgenommen
- 2010: nicht teilgenommen
- 2011: nicht teilgenommen
- 2012: unbekannt
- 2013: unbekannt
- 2014: nicht teilgenommen
- 2015: nicht teilgenommen
- 2016: nicht teilgenommen
- 2017: nicht teilgenommen
- 2018: nicht teilgenommen
- 2019: nicht teilgenommen
- 2020: nicht teilgenommen
- 2021: (nicht ausgetragen)
- 2022: unbekannt
- 2023: unbekannt